# Mae Martin

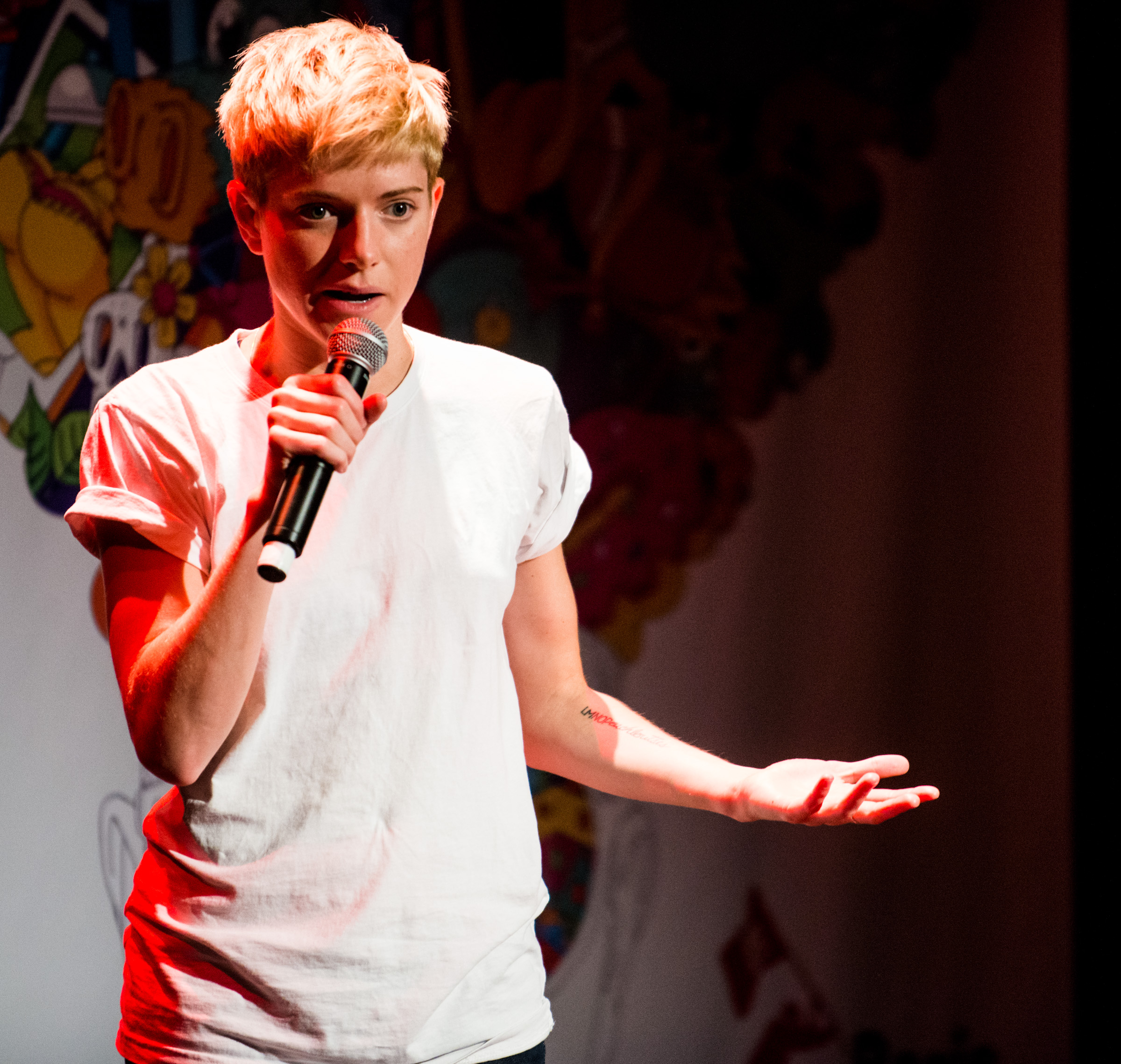
Mae Martin, live 2015

Mae Pearl Martin (* 2. Mai 1987 in Kanada) ist eine nichtbinäre kanadische Person, die in Comedy und Schauspiel tätig ist, und die als Teil der Comedygruppe The Young and the Useless zwei Canadian Comedy Awards gewonnen hat. In der Netflix-Serie Feel Good (ab 2020) ist Martin am Drehbuch und in der Produktion beteiligt und spielt sich selbst in der Hauptrolle. 

## Leben

### Anfänge
Mae Martins Eltern sind ein britischer Autor und eine kanadische Lehrerin. Martins eigene Karriere begann in Kanada, wo Martin in der Comedygruppe The Young and the Useless („Die Jungen und Nutzlosen“) mitwirkte. Es folgte eine Nominierung für den Tim Sims Encouragement Fund Award als jüngste hierfür je nominierte Person im Alter von 16 Jahren. Im Jahr 2011 zog Mae Martin nach Großbritannien.

### Karriere
Martin trug zu verschiedenen Programmen im britischen Fernsehen und Radio bei. Im Radio erschienen Mae Martins Leitfaden zur Sexualität des 21. Jahrhunderts sowie Mae Martins Leitfaden zu Sucht im 21. Jahrhundert auf BBC Radio 4. Zudem gab es Auftritte in Sendungen wie etwa The Now Show, bei der Martin für einige Folgen auch am Drehbuch mitwirkte, bei Comedy Central At The Comedy Store, The Russell Howard Hour, Taskmaster sowie als Host beim BBC New Comedy Award. Seit 2018 moderiert Martin den Radio-Podcast GrownUpLand mit, der sich an ein junges Publikum richtet. Martin hat ein 30-Minuten-Netflix-Special als Teil der Show Comedians of the World. Zudem tourt Mae Martin mit eigenen Comedy-Live-Programmen und hatte Auftritte auf dem Melbourne International Comedy Festival (2016), Edinburgh Festival Fringe (2017) und dem Greenwich Comedy Festival (2021).
2019 erschien das Buch Können sich bitte alle mal beruhigen? Ein Leitfaden zur Sexualität des 21. Jahrhunderts, für das Martin zudem eine Hörbuch-Version einsprach. 
Anfang 2020 wurde die Serie Feel Good auf Netflix veröffentlicht, für die Martin am Drehbuch, in der Produktion (in der zweiten Staffel als Executive Producer) sowie schauspielerisch in der Hauptrolle mitwirkte. Die Serie behandelt eine Liebesbeziehung zwischen einer lesbischen und einer eigentlich heterosexuellen Frau. 2021 folgte für die schauspielerische Leistung in dieser Serie eine Nominierung für den BAFTA TV Award for Best Female Comedy Performance. Martin reagierte mit Danksagungen und mit der Aussage „Geschlecht ist ein Konstrukt“ (englisch „gender is a construct“).
Martin gewann 2023 die 15. Staffel von Taskmaster, musste aber in der Spezialausgabe Champion of the Champions III aufgrund von Terminkonflikten durch den zweitplatzierten Kiell Smith-Bynoe vertreten werden. Das von ihm während der Dreharbeiten getragene Outfit enthielt diverse Verweise auf Martin.

### Persönliches
Martin outete sich im April 2021 auf Instagram öffentlich als nichtbinär und bisexuell; im Englischen beansprucht Martin das geschlechtsneutrale Pronomen they/them für sich.